# Sporthygiene
Die Sporthygiene beinhaltet Arbeitsprinzipien und Methoden der allgemeinen Hygiene im Bereich des Sports. 
Das betrifft sowohl die Aspekte der allgemeinen Lebensführung Sporttreibender hinsichtlich der persönlichen Hygiene (Körperpflege, Ernährung, Sportbekleidung, Infektionsprophylaxe einschließlich des Impfschutzes) als auch die hygienischen Probleme von Sportstätten, Sportgeräten und die Betreuung von Sportveranstaltungen. 
Bereits im 2. Jahrhundert finden sich Anfänge einer Sporthygiene. Unter Sporthygiene bzw. Hygiene der Körperübungen verstand man bis zum Anfang des 20. Jahrhunderts das gesamte Spektrum der heutigen Sportmedizin. Seit den 1930er Jahren wurde die Sporthygiene ausdifferenziert und stellt heute einen Teilbereich im Aufgabenkanon der Sportmedizin dar. Sie nimmt Einfluss auf die Bedingungen und Wechselbeziehungen zwischen  Sportausübung, Natur und Gesellschaft.